# NGC 4643
NGC 4643 (również PGC 42797 lub UGC 7895) – galaktyka soczewkowata (S0), znajdująca się w gwiazdozbiorze Panny. Odkrył ją William Herschel 24 stycznia 1784 roku. Jest to galaktyka z aktywnym jądrem typu LINER.